# Wolnoje (Kaliningrad, Prawdinsk)
Wolnoje (russisch Вольное, deutsch Wolla, 1938–1945 Ebenau (Ostpr.)) ist ein Ort in der russischen Oblast Kaliningrad und gehört zur Gorodskoje posselenije Schelesnodoroschnoje (Stadtgemeinde Schelesnodoroschny) im Rajon Prawdinsk.

## Geographische Lage
Wolnoje liegt sieben Kilometer nordöstlich der früheren Kreisstadt Schelesnodoroschny  an einer Nebenstraße, die Wischnjowoje (Altendorf) an der russischen Fernstraße A 196 mit Oserki und Gussewo an der Fernstraße R 508 verbindet.
Bis zum Jahr 2001 bestand über die Station „Oserki-Wolnoje“ (bis 1945 „Georgenfelde“) Anschluss an die Bahnstrecke Toruń–Tschernjachowsk (Thorn–Insterburg), deren Abschnitt auf russischem Staatsgebiet außer Betrieb gestellt worden ist.

## Geschichte
Das einstige Wolla – bis 1945 im Landkreis Gerdauen im Regierungsbezirk Königsberg der preußischen Provinz Ostpreußen gelegen – gehörte 1874 zu den zehn Landgemeinden bzw. Gutsbezirken, die den neu errichteten Amtsbezirk Schloss Gerdauen bildeten. Im Jahre 1910 zählte das Dorf 193 Einwohner.
Am 30. September 1928 vergrößerte sich das Gemeindegebiet um den Gutsbezirk Brolost, der in die Landgemeinde Wolla eingemeindet wurde. Als am 24. November 1931 der Amtsbezirk Schloss Gerdauen aufgelöst wurde, kam Wolla zum Amtsbezirk Annawalde (russisch: Smolnoje), der nur ein Jahr später in „Amtsbezirk Barraginn“ und 1938 nochmals in „Amtsbezirk Georgenhain“ umbenannt wurde.
Im Jahre 1933 gehörten zur Landgemeinde Wolla 276 Menschen, deren Zahl bis 1939 allerdings auf 236 sank. Am 3. Juni 1938 – mit amtlicher Bestätigung vom 16. Juli 1938 – erhielt Wolla aus politisch-ideologischen Gründen die Umbenennung in Ebenau mit dem Zusatz „(Ostpr.)“.
Nach dem Zweiten Weltkrieg kam der Ort im Jahr 1945 mit dem nördlichen Ostpreußen zur Sowjetunion und wurde im Jahr 1947 als Wollja in Wolnoje umbenannt. Bis zum Jahr 2009 war der Ort innerhalb der russischen Oblast Kaliningrad in den Wischnjowski sowjet (Dorfsowjet Wischnjowoje) eingegliedert und ist seither – aufgrund einer Struktur- und Verwaltungsreform – eine als „Siedlung“ (possjolok) eingestufte Ortschaft innerhalb der Gorodskoje posselenije Schelesnodoroschnoje (Stadtgemeinde Schelesnodoroschny) im Rajon Prawdinsk.

## Kirche
Die überwiegend evangelische Bevölkerung von Wolla/Ebenau war bis 1945 in das Kirchspiel Gerdauen im gleichnamigen Kirchenkreis innerhalb der Kirchenprovinz Ostpreußen der Kirche der Altpreußischen Union eingepfarrt.
Heute liegt Wolnoje im Einzugsbereich der evangelischen Kirchengemeinde in Tschernjachowsk, die zur Propstei Kaliningrad in der Evangelisch-Lutherischen Kirche Europäisches Russland gehört.